# Lost in Space (série de 2018)
Lost in Space (2018) (no Brasil, Perdidos no Espaço) é uma série de televisão americana de ficção científica, um reboot da série homônima de 1965, também baseada no romance de 1812 The Swiss Family Robinson.A série segue as aventuras de uma família de colonos espaciais pioneiros cuja espaçonave se afasta do curso.Escrito por Matt Sazama e Burk Sharpless e consiste em 28 episódios. A série é produzida pela Legendary Television, Synthesis Entertainment e Applebox, com Zack Estrin servindo como showrunner.
A Netflix lançou a série em 13 de abril de 2018.
No mês seguinte a renovando-a para uma segunda temporada que estreou em 24 de dezembro de 2019.
Em 9 de março de 2020 a série foi renovada para uma terceira e última temporada que estreou no catálogo da Netflix em 01 de dezembro de 2021 contando com 08 episódios, finalizando a série.

## Sinopse

### 1.ª temporada (2018)
Após um evento de impacto que ameaça a sobrevivência da humanidade, a família Robinson é selecionada para a 24ª missão do Resolute (24º Grupo Colonista), uma espaçonave interestelar que leva famílias selecionadas para colonizar o sistema estelar Alpha Centauri.
Antes de chegarem ao seu destino, um robô alienígena rompe o casco da Resolute. Forçados a evacuar a nave-mãe na espaçonave Jupiter de curto alcance, dezenas de colonos, entre eles os Robinsons, colidem com um planeta habitável próximo. Lá eles devem enfrentar um ambiente estranho e combater seus próprios demônios pessoais enquanto procuram um caminho de volta a Resolute.

### 2.ª temporada (2019)
Com a Júpiter 2 presa em um misterioso planeta oceânico e sem seu amado robô, os Robinsons devem trabalhar juntos, ao lado da Dra. Smith e do charmoso Don West, para voltar à Resolute e se reunir com os outros colonos. Mas eles rapidamente descobrem que tudo não é o que parece. Uma série de novas ameaças incríveis e descobertas inesperadas emergem, enquanto procuram a chave para encontrar o Robot e uma passagem segura para a Alpha Centauri. Eles não vão parar até garantir que sua família esteja segura... a sobrevivência é uma especialidade dos Robinson, afinal".

3.ª temporada (2021)

## Elenco e personagens

### Principal

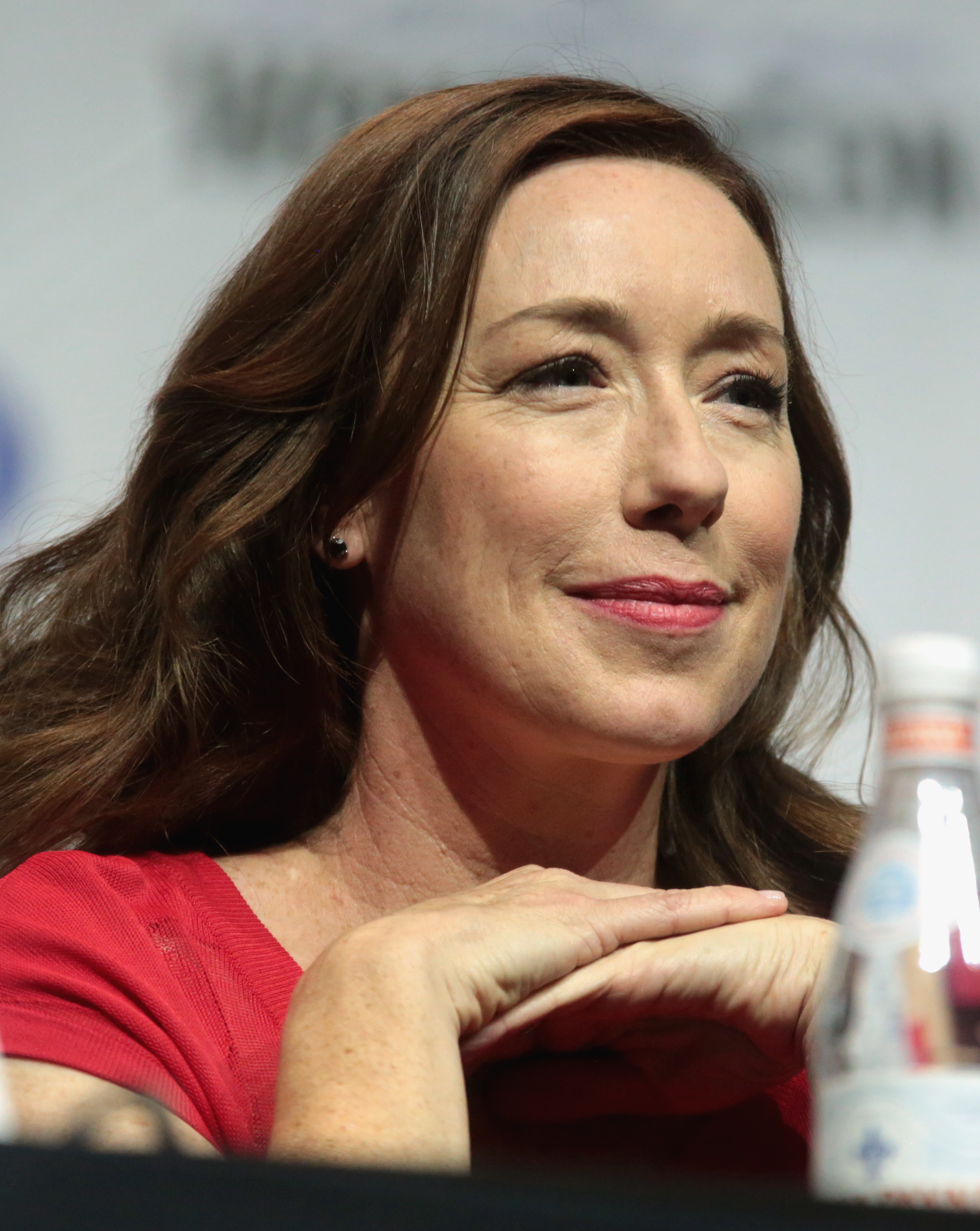
Molly Parker interpreta Maureen Robinson na série.

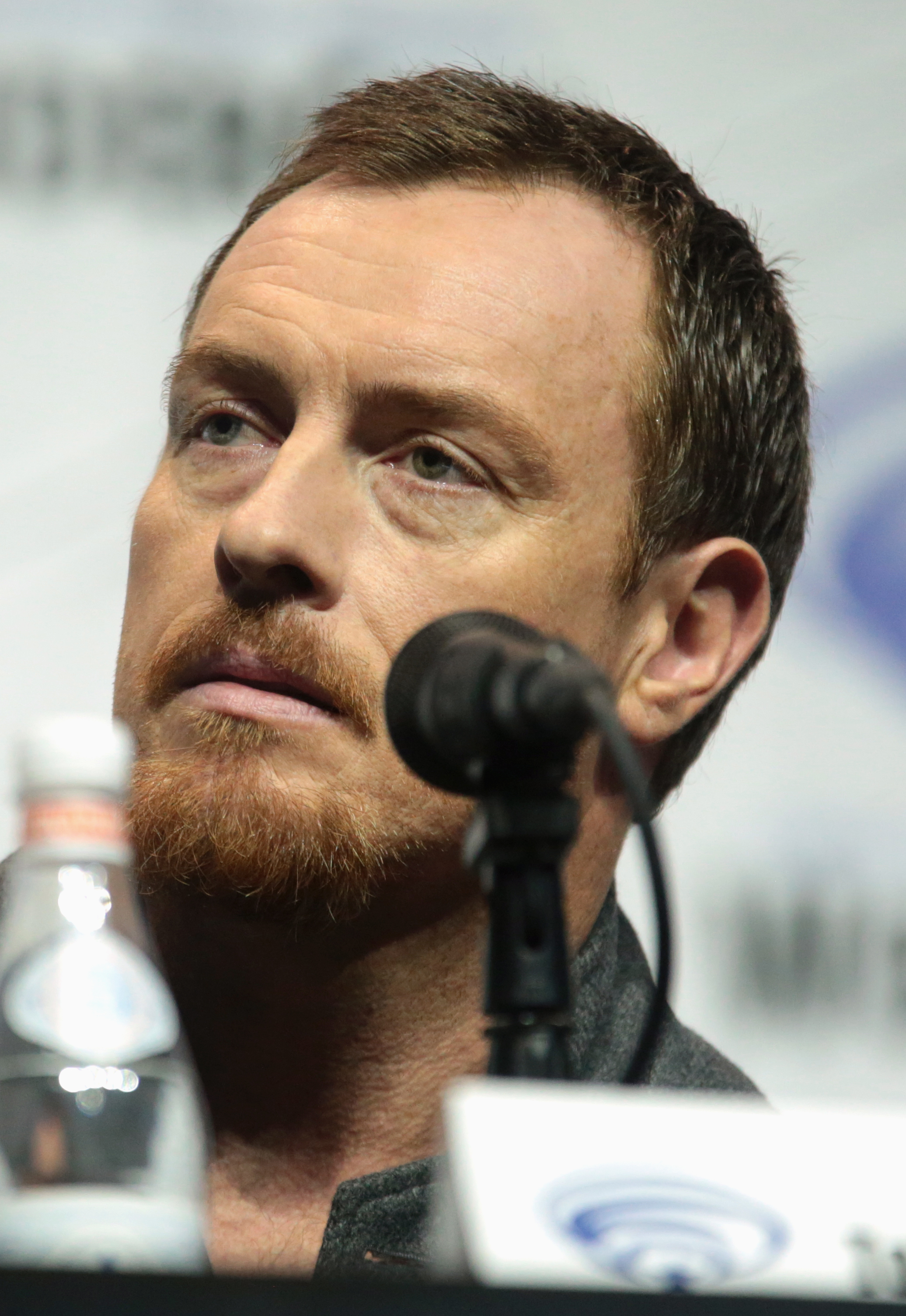
Toby Stephens interpreta John Robinson, um fuzileiro naval na série.

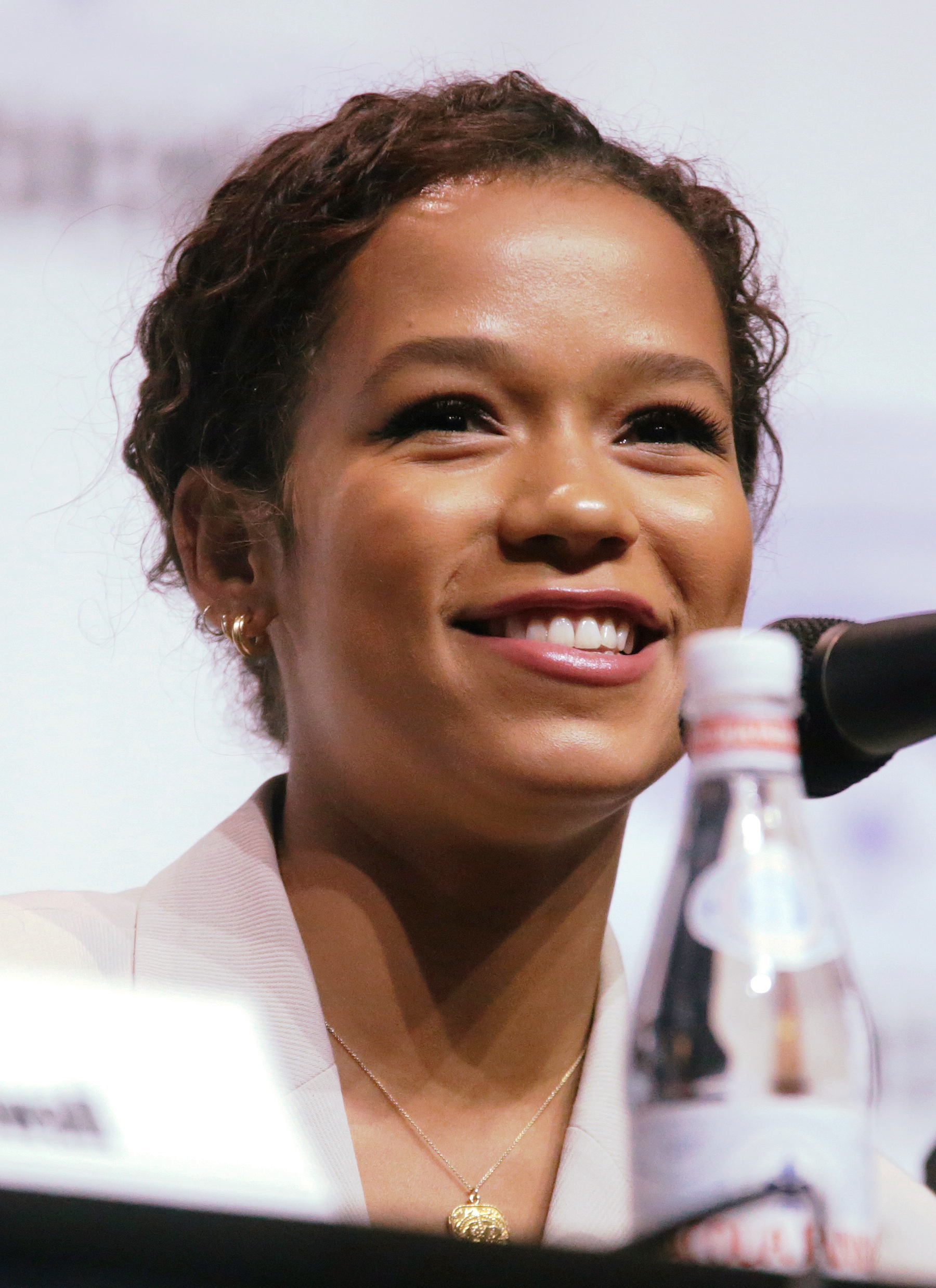
Taylor Russell interpreta Judy Robinson, a filha mais velha

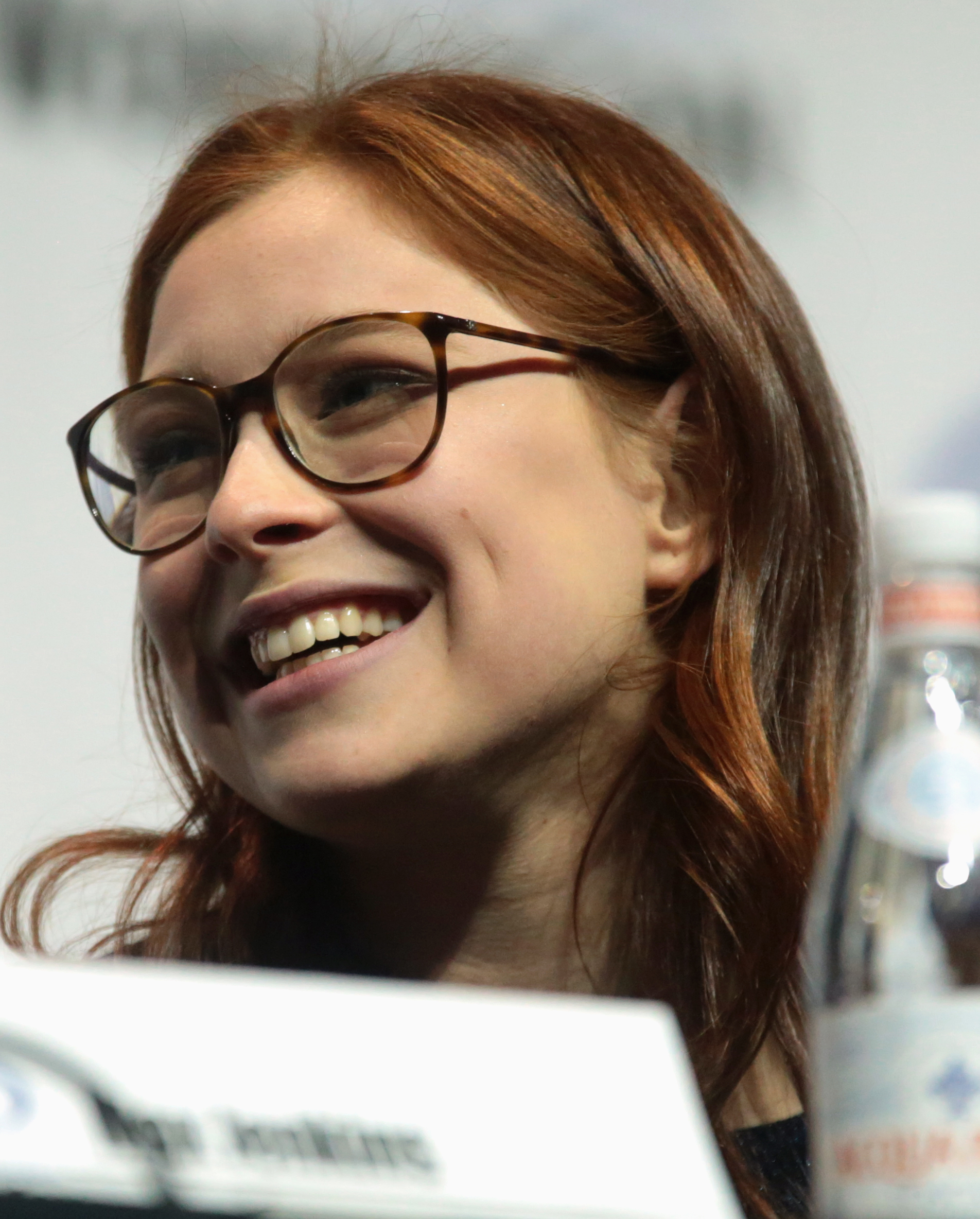
Mina Sundwall interpreta Penny Robinson, uma das filhas Robinson

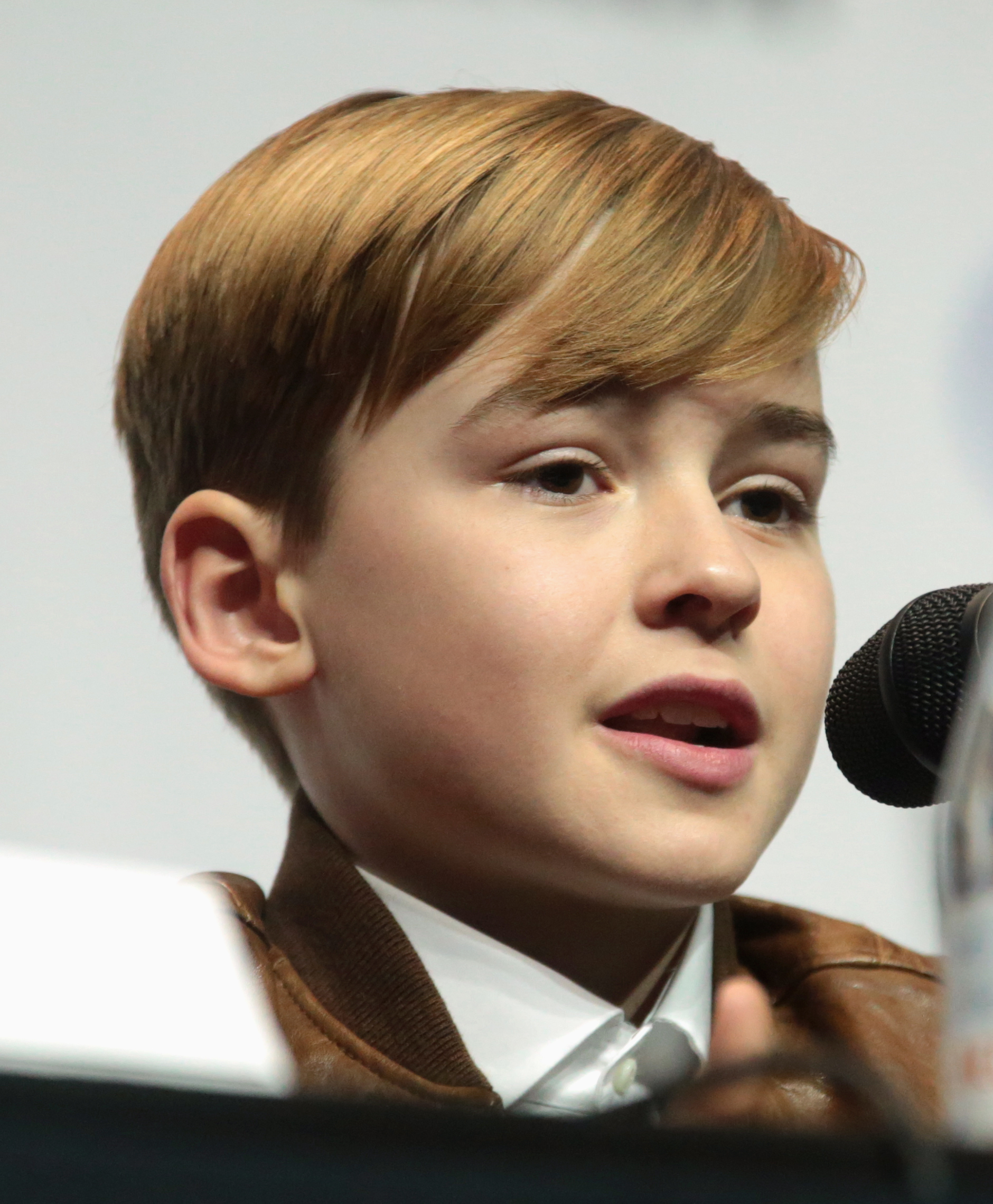
Maxwell Jenkins interpreta Will Robinson, o filho mais novo

- Toby Stephens como John Robinson, ex-Navy Navy SEAL e marido de Maureen. Ele é pai de Penny e Will e o pai adotivo de Judy[5]
- Molly Parker como Maureen Robinson, comandante da Júpiter 2. É uma engenheira aeroespacial destemida e brilhante que toma a decisão de levar sua família ao espaço para uma chance de uma nova vida em um mundo melhor.Casada com John Robinson, ela é mãe de Judy, Penny e Will Robinson.[6]
- Ignacio Serricchio como Don West, um mecânico de navios e contrabandista de artigos de luxo. Ele é acompanhado por sua galinha da sorte, Debbie.[7]
- Taylor Russell como Judy Robinson, filha mais velha de Maureen e John, que trabalha como médica da missão, tendo recebido treinamento médico acelerado.[8]
- Mina Sundwall como Penny Robinson, uma das filhas Robinson.[9]
- Maxwell Jenkins como Will Robinson, filho mais novo de Maureen e John, que forma um forte vínculo com o robô, que ele salva da destruição durante um incêndio na floresta.[5]
- Parker Posey como June Harris / Dr.a Smith, uma pequena criminosa que assume a identidade de sua irmã, Jessica, para tomar seu lugar na Resolute. Posteriormente, ela se passa como o Dr. Zachary Smith durante o primeiro ataque ao se sentar em uma nave Júpiter em evacuação. O roubo da identidade do médico é uma referência ao personagem correspondente do Dr. Smith na série de televisão original (também, sua personagem, June Harris, é nomeada por June Lockhart, que interpretou Maureen Robinson, e Jonathan Harris, que interpretou Smith na série original).[10]
- Brian Steele como o robô, sendo um robô alienígena que Will encontra após o acidente. O robô tem uma forma diferente daqueles que apareceram na série anterior e no cinema.[11]
- Ajay Friese como Vijay Dhar (segunda temporada; primeira temporada), filho de Victor e interesse amoroso de Penny[12]
- Sibongile Mlambo como Angela Goddard (2ª temporada; 1ª temporada recorrente), uma engenheira e companheira sobrevivente que luta contra o estresse pós-traumático após a morte de seu marido durante o ataque à Resolute. Seu personagem é nomeado para Angela Cartwright, que interpretou Penny Robinson na série de televisão original, e Mark Goddard, que interpretou Don West na série original.

### Recorrente
Introduzido na 1 ª temporada
- Raza Jaffrey como Victor, um homem bem preparado, educado e oficioso com um senso de direito. Victor tem sido um construtor de carreira e político de uma idade jovem. Há arrogância e impaciência sobre ele. Tudo isso mascara o medo subjacente que lhe será descoberto um dia — que ele não é bom o suficiente.[13]
- Cary-Hiroyuki Tagawa como Hiroki Watanabe, um biólogo e amigo de Maureen.
- Yukari Komatsu como Naoko Watanabe, filha de Hiroki e considerada o melhor piloto entre os colonos.
- Kiki Sukezane como Aiko Watanabe, neta de Hiroki.
- Veenu Sandhu como Prisha Dhar, esposa de Victor.
- Adam Greydon Reid como Peter Beckert, um sobrevivente da Resolute e associado de Victor.
- Amelia Burstyn como Diane, a oficial de comunicações da Resolute.
- Iain Belcher como Evan, eletricista e sobrevivente no planeta desconhecido.
- Shaun Parkes como Capitão Radic, comandante da Resolute encarregado das operações de segurança.
- Douglas Hodge como oficial Hastings, um oficial de inteligência da Resolute que quer levar a nave para Alpha Centauri a todo custo; incluindo encalhar centenas de colonos em um planeta alienígena.
- Anna Maria Demara como Tam Roughneck, um mecânico e amigo de Don West; morre no episódio "Diamonds in the Sky"

Introduzido na 2 ª temporada
- JJ Feild como o oficial Ben Adler, chefe da unidade de Tecnologia Avançada na Resolute. Ele procura entender os robôs e sua tecnologia.
- Sakina Jaffrey como Capitão Kamal, torna-se comandante da Resolute após a incapacidade do Capitão Radic.
- Tattiawna Jones como Ava, o mecânico chefe da Resolute e superior de Don.
- Jarret John como Neil Caird, chefe de segurança da Resolute.
- Aria DeMaris como Isabel Azevedo, física e passageira na Resolute. Ela é esposa de Aubrey e mãe de Elise.
- Alison Araya como Aubrey Azevedo, física e passageira na Resolute, ela é esposa de Isabel e mãe de Elise.
- Rob LaBelle como Sr. Jackson, o professor da escola a bordo da Resolute.
- Nevis Unipan como Samantha, uma garotinha que foi deixada na Resolute após a evacuação. Ela faz amizade com os Robinsons.

### Convidados
- Selma Blair como Jessica Harris, a rica irmã mais nova de June.
- Bill Mumy como Dr. Zachary Smith, o verdadeiro Dr. Smith, cuja identidade June rouba. Quando criança, Mumy interpretou Will Robinson na série original Lost in Space de 1965 a 1968.
- Angela Cartwright como Selma Harris, mãe de June. Quando criança, Cartwright interpretou Penny Robinson na série original Lost in Space de 1965 a 1968.
- Rowan Schlosburg como Connor, um sobrevivente da Resolute no planeta desconhecido.

## Episódios
| Temporada | Temporada | Episódios | Episódios | Originalmente lançado  |
| --------- | --------- | --------- | --------- | ---------------------- |
|           | 1         | 10        | 10        | 13 de abril de 2018    |
|           | 2         | 10        | 10        | 24 de dezembro de 2019 |
|           | 3         | 8         | 8         | 1 de dezembro de 2021  |

### 1.ª temporada (2018)
| N.º | Título                                                  | Dirigido por    | Escrito por                                             | Lançamento          |
| --- | ------------------------------------------------------- | --------------- | ------------------------------------------------------- | ------------------- |
| 1 | "Impact" "Impacto"                                      | Neil Marshall   | Matt Sazama & Burk Sharpless                            | 13 de abril de 2018 |
| A caminho de uma colônia espacial, os Robinsons fazem um pouso de emergência em um planeta desconhecido e lutam para sobreviver a uma noite angustiante.              |                                                         |                 |                                                         |                     |
| 2 | "Diamonds In The Sky" "Diamantes no Céu"                | Neil Marshall   | Matt Sazama & Burk Sharpless                            | 13 de abril de 2018 |
| Um outro acidente traz mais viajantes para o planeta. Os Robinsons tentam consertar sua nave com a ajuda de um novo e misterioso colega.                              |                                                         |                 |                                                         |                     |
| 3 | "Infestation" "Infestação"                              | Tim Southam     | Zack Estrin                                             | 13 de abril de 2018 |
| Pistas sobre o passado da Dra. Smith são reveladas. Os Robinsons enfrentam um novo perigo quando o nível de combustível da nave começa a baixar rapidamente.          |                                                         |                 |                                                         |                     |
| 4 | "The Robinsons Were Here" "Os Robinsons Estiveram Aqui" | Alice Troughton | Katherine Collins                                       | 13 de abril de 2018 |
| Os Robinsons fazem contato com outra família de sobreviventes e Will faz de tudo para proteger seu amigo quando Judy descobre o que aconteceu a bordo da Resolute.    |                                                         |                 |                                                         |                     |
| 5 | "Transmission" "Transmissão"                            | Deborah Chow    | Kari Drake                                              | 13 de abril de 2018 |
| A equipe constrói uma torre para enviar um sinal para a Resolute, Maureen investiga uma anomalia planetária e Will se prepara para uma difícil conversa com seu pai.  |                                                         |                 |                                                         |                     |
| 6 | "Eulogy" "Homenagem Póstuma"                            | Vincenzo Natali | Ed McCardie                                             | 13 de abril de 2018 |
| Maureen tenta decidir se revela aos outros o que viu no céu. Enquanto isso, Don lidera uma missão em busca de combustível e a presença do robô cria tensões no grupo. |                                                         |                 |                                                         |                     |
| 7 | "Pressurized" "Pressurizado"                            | Tim Southam     | Vivian Lee                                              | 13 de abril de 2018 |
| Enquanto a Dra. Smith segue com seu projeto secreto, poderosas atividades sísmicas no planeta forçam duas equipes a tomar decisões impossíveis.                       |                                                         |                 |                                                         |                     |
| 8 | "Trajectory" "Trajetória"                               | Stephen Surjik  | Katherine Collins & Kari Drake                          | 13 de abril de 2018 |
| Maureen encontra uma solução para o problema do combustível, mas colocá-la em prática é mais difícil do que imaginava. A Dra. Smith descobre que foi desmascarada.    |                                                         |                 |                                                         |                     |
| 9 | "Resurrection" "Ressurreição"                           | Tim Southam     | História por : Daniel McLellan Roteiro por : Kari Drake | 13 de abril de 2018 |
| Judy sai em busca de Maureen. Will e Penny lideram uma expedição às cavernas. Smith cria um novo plano de fuga.                                                       |                                                         |                 |                                                         |                     |
| 10 | "Danger, Will Robinson" "Perigo, Will Robinson"         | David Nutter    | Matt Sazama & Burk Sharpless                            | 13 de abril de 2018 |
| Com os minutos contados para a partida da Resolute, os Robinsons fazem de tudo para escapar do planeta e das garras da Dra. Smith.                                    |                                                         |                 |                                                         |                     |

### 2.ª temporada (2019)
| N.º | Título                          | Dirigido por   | Escrito por                    | Lançamento             |
| --- | ------------------------------- | -------------- | ------------------------------ | ---------------------- |
| 11 | "Shipwrecked" "Isolados"        | Alex Graves    | Matt Sazama & Burk Sharpless   | 24 de dezembro de 2019 |
| Sete meses depois, abandonados em um planeta aquático, os Robinsons fazem uma tentativa arriscada de ligar seu Júpiter. E Will promete rastrear o robô.                         |                                 |                |                                |                        |
| 12 | "Precipice" "Abismo"            | Alex Graves    | Zack Estrin                    | 24 de dezembro de 2019 |
| Penny e Maureen ficam presas em uma misteriosa trincheira de metal. Enquanto isso, Don é vítima de uma toxina desagradável.                                                     |                                 |                |                                |                        |
| 13 | "Echoes" "Ecos"                 | Leslie Hope    | Liz Sagal                      | 24 de dezembro de 2019 |
| Os sonhos dos Robinsons de uma feliz reunião desaparecem quando eles percebem que algo está muito errado a bordo do Resoluto. Smith aproveita a chance para limpar o nome dela. |                                 |                |                                |                        |
| 14 | "Scarecrow" "Espantalho"        | Jon East       | Kari Drake                     | 24 de dezembro de 2019 |
| Enquanto Will procura pistas sobre o destino do robô, John e Judy viajam para a superfície empoeirada do planeta próximo para ajudar seus companheiros sobreviventes.           |                                 |                |                                |                        |
| 15 | "Run" "Correr"                  | Jon East       | Vivian Lee                     | 24 de dezembro de 2019 |
| A situação de John vai de mal a pior, enviando Judy em uma corrida frenética por todo o planeta. Penny espia Smith - com a ajuda de um velho amigo.                             |                                 |                |                                |                        |
| 16 | "Severed" "Separados"           | Tim Southam    | Katherine Collins              | 24 de dezembro de 2019 |
| O contaminante que se espalha rapidamente deixa Penny, Smith e amigos presos em locais apertados. Will e Maureen partem com Adler para encontrar o robô.                        |                                 |                |                                |                        |
| 17 | "Evolution" "Evolução"          | Tim Southam    | Daniel McLellan                | 24 de dezembro de 2019 |
| John recruta um parceiro improvável para ajudar a caçar um sinal de áudio secreto interceptado pelo navio. Will começa a suspeitar que Adler está escondendo alguma coisa.      |                                 |                |                                |                        |
| 18 | "Unknown" "Desconhecido"        | Jabbar Raisani | Kari Drake & Katherine Collins | 24 de dezembro de 2019 |
| Enquanto Maureen lidera um motim, Hastings visita John para entregar um ultimato, e Penny tenta convencer Will de que seu robô mudou.                                           |                                 |                |                                |                        |
| 19 | "Shell Game" "Armação"          | Stephen Surjik | Zack Estrin & Vivian Lee       | 24 de dezembro de 2019 |
| Will e Penny lutam para esconder os robôs e descobrir o próximo passo. Enquanto isso, Hastings amplia sua guerra contra os Robinsons.                                           |                                 |                |                                |                        |
| 20 | "Ninety-Seven" "Noventa e sete" | Alex Graves    | Matt Sazama & Burk Sharpless   | 24 de dezembro de 2019 |
| A missão de salvar o Espantalho dá uma guinada inesperada, jogando o Resoluto no caos. Judy traça um plano para levar um navio para Alpha Centauri.                             |                                 |                |                                |                        |

## Produção

### Desenvolvimento

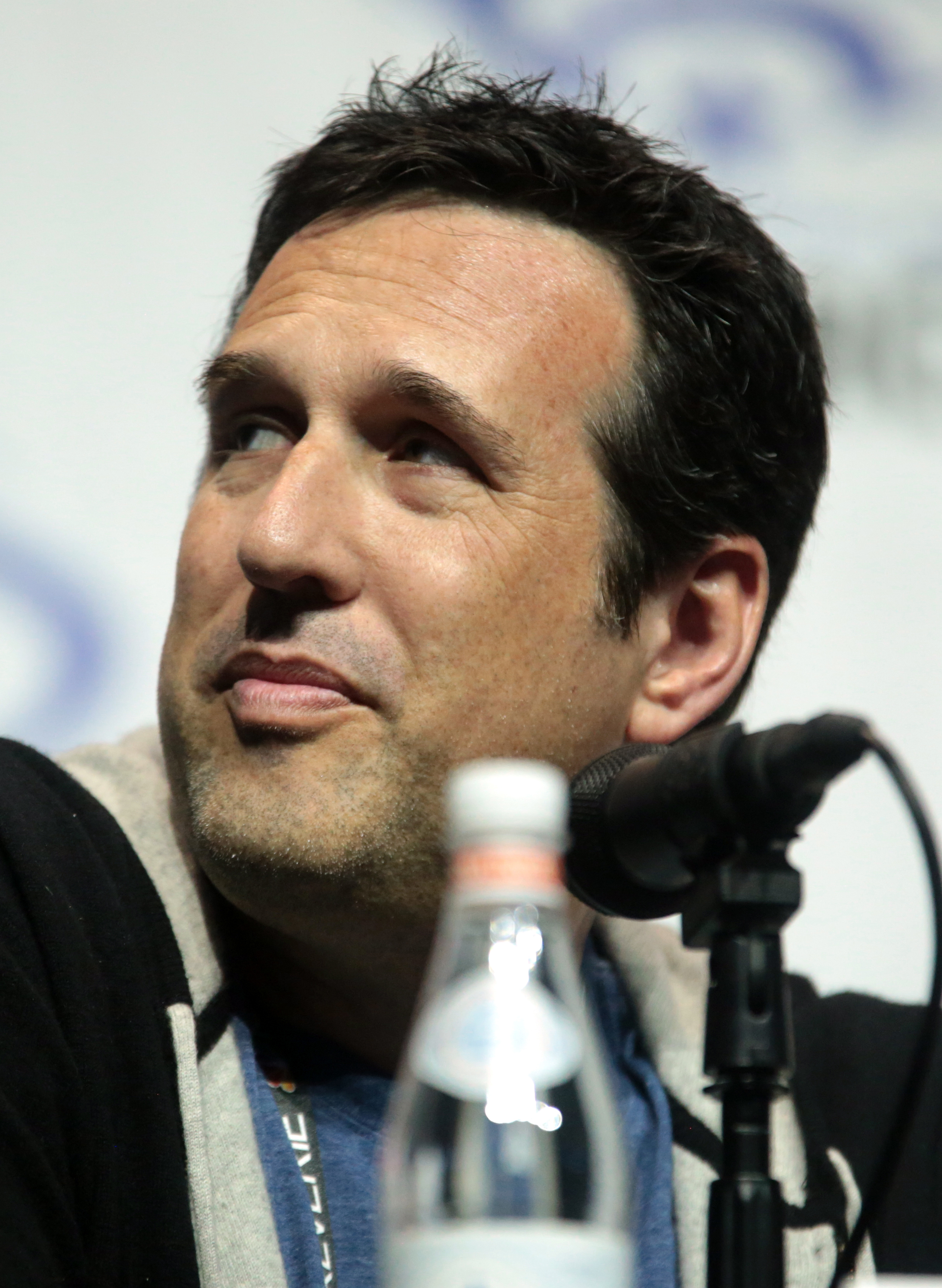
Zack Estrin atua como produtor executivo da série

Em outubro de 2014, anunciou-se que a Legendary Television estava desenvolvendo uma nova reinicialização da Lost in Space e contratou a dupla que roteirizaram Dracula Untold, Matt Sazama e Burk Sharpless para escrever a nova série. Em novembro de 2015, a Netflix pegou o projeto. Em 29 de junho de 2016, a Netflix encomendou oficialmente uma temporada completa de 10 episódios de Lost in Space, com Zack Estrin como produtor executivo e showrunner. Sazama, Sharpless, Kevin Burns, Jon Jashni, Neil Marshall e Marc Helwig também atuam como produtores executivos.
Toby Stephens, falando sobre a distinção entre a série original e a nova:

 "É uma reformulação muito inteligente e moderna de uma ótima história. Lost In Space é a família Robinson no espaço, então era uma história que existia antes do Lost In Space. A história fundamental é que é uma família perdida em uma situação difícil e que ameaça a vida e como ela os desafia e os aproxima. Isso é essencialmente o que a história disso é, é apenas o contexto é muito mais moderno. É uma tomada mais moderna na versão dos anos 60. Se você olha isso agora, é encantador, mas parece tão inocente. Considerando que esta é uma versão para o nosso tempo. Espero que ainda tenha humor e humanidade, mas obviamente tem que ser para uma audiência moderna."

### Filmagens
A produção da série começou em janeiro de 2017, em Vancouver, Colúmbia Britânica, e concluiu em junho de 2017. A sua segunda temporada foi iniciada em setembro de 2018 na Islândia, e foi encerrada em janeiro de 2019, as gravações da última temporada foram iniciadas em 9 setembro de 2020.

### Mídia Tie-in
Um romance baseado na série, Lost in Space: Return to Yesterday, foi publicado em 19 de novembro de 2019. Um segundo romance, Lost in Space: Infinity's Edge, está programado para publicação em 19 de maio de 2020. Uma série de quadrinhos, Lost in Space: Countdown to Danger, começou a ser lançado em dezembro de 2018 e está em andamento. Um conjunto de cartas colecionáveis baseado na primeira temporada da série também foi lançado.

## Lançamento
A série foi lançada em 13 de abril de 2018, na Netflix. Em 31 de março de 2018, o piloto da série foi exibido exclusivamente na Awesome Con, em Washington, D.C., seguido por uma sessão de perguntas e respostas com os diretores executivos e roteiristas da série, Matt Sazama & Burk Sharpless. A segunda temporada foi lançada em 24 de dezembro de 2019, a terceira e última temporada será lançada em 2021.

## Recepção

### Crítica
Lost In Space recebeu uma resposta moderada dos críticos. O site de agregadores de revisão Rotten Tomatoes relatou um índice de aprovação de 68% com uma classificação média de 5,26 / 10, com base em 49 avaliações. O consenso crítico do site diz: "Os valores de produção de Lost in Space são ambiciosos o suficiente para atrair fãs de aventura de ficção científica, enquanto o grande coração da história adiciona uma âncora emocional a todo o zelo espacial." O Metacritic, que usa uma média ponderada, atribuiu uma pontuação normalizada de 58 em 100 com base em 27 críticos, indicando "revisões mistas ou médias".
No Rotten Tomatoes, a segunda temporada tem um índice de aprovação de 83% com base em 12 avaliações, com uma classificação média de 6,6 / 10.

### Classificação
David Griffin da IGN deu a primeira temporada uma classificação de 8/10 chamando-a de "uma excelente aventura de ficção científica com um ligeiro problema de vilão", elogiando a família Robinson, enquanto criticava o uso do Dr. Smith, da Parker Posey.